# Gunter Ullrich

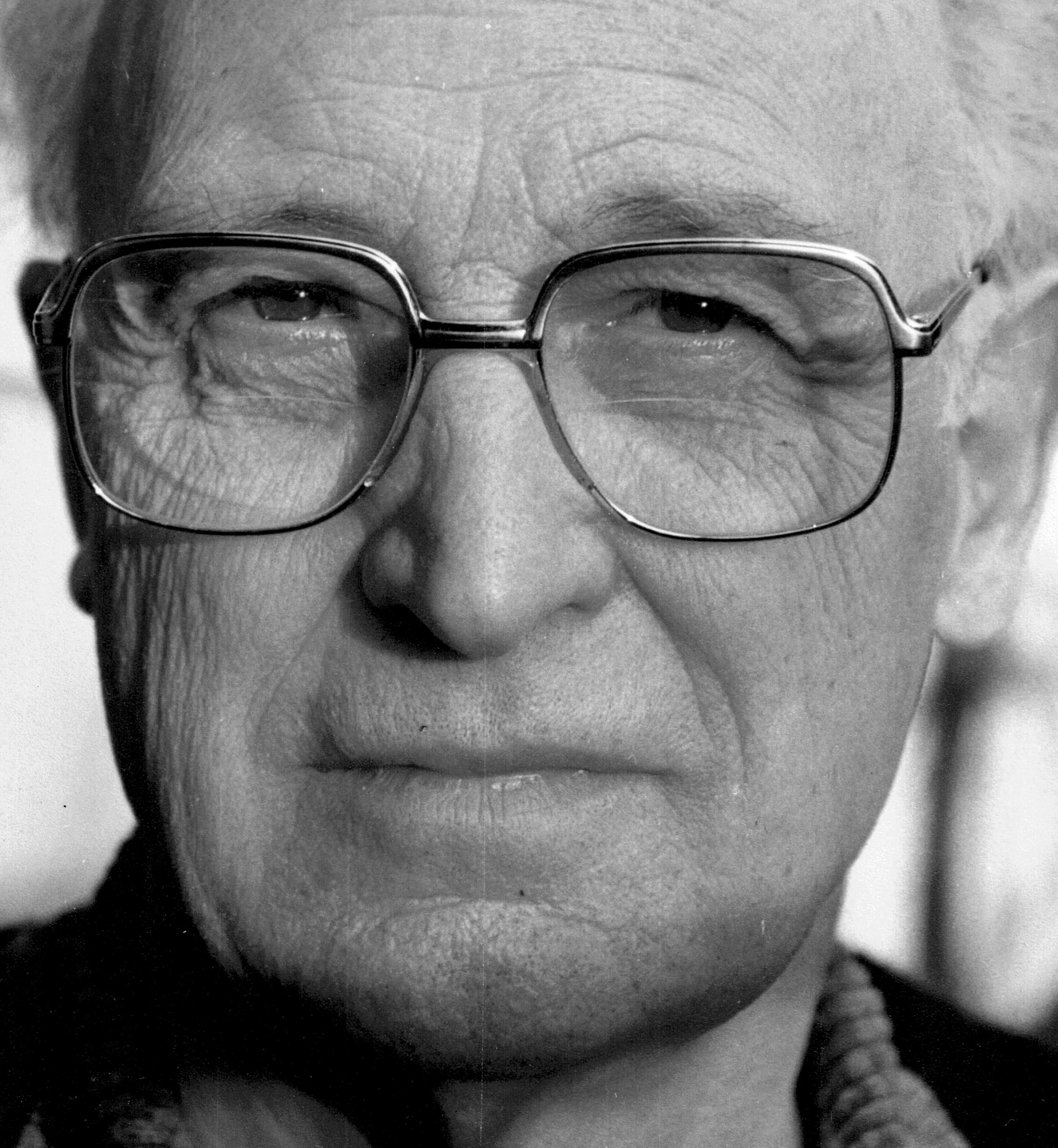
Gunter Ullrich (1987)

Gunter Ullrich (* 7. April 1925 in Würzburg; † 10. November 2018 in Aschaffenburg) war ein deutscher Grafiker, Maler und Kunstpädagoge. Schwerpunkte seiner künstlerischen Arbeit lagen in der Druckgrafik, Aquarell- und Ölmalerei. Er prägte in der Nachkriegszeit maßgeblich das künstlerische und kulturelle Geschehen der Stadt Aschaffenburg. Mit wissenschaftlichen Vorträgen, Exkursionen und Kursen förderte Ullrich die Auseinandersetzung mit Kunst und Kultur. Er lebte und arbeitete als freischaffender Künstler zusammen mit seiner Frau, der Künstlerin Ursula Ullrich-Jacobi, in Aschaffenburg.

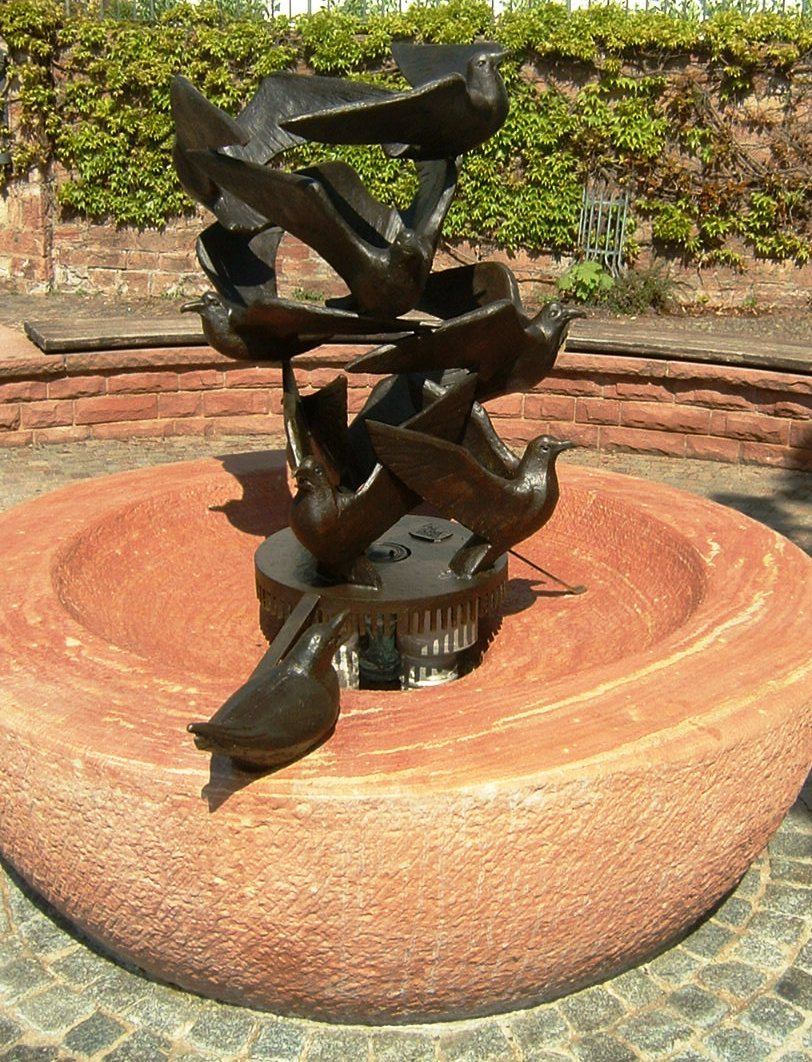
Mövenbrunnen nach Ullrichs Entwurf in Leider

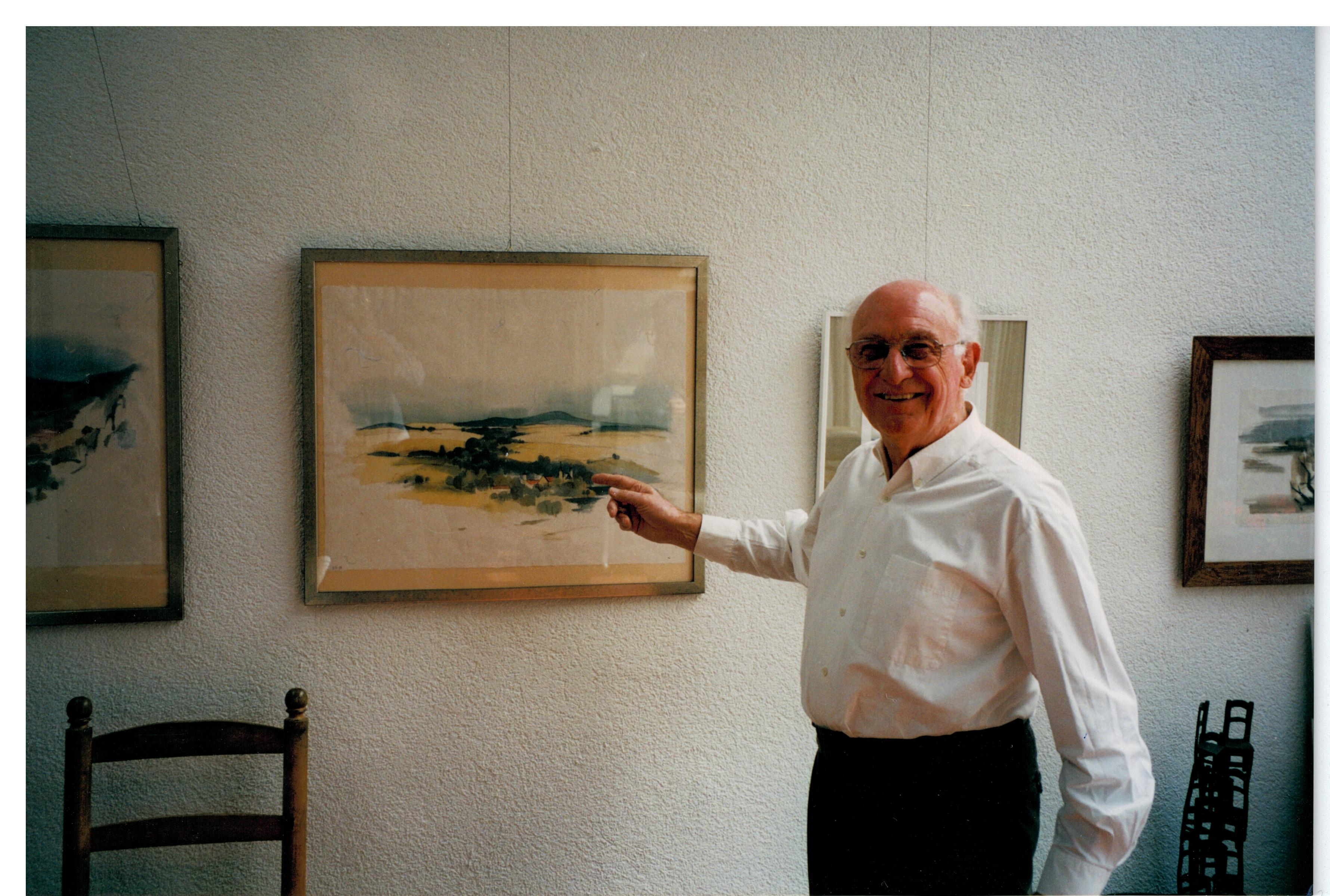
Gunter Ullrich (1999)

## Leben

### Kindheit und frühe Jugend
Gunter Ullrich stammte aus dem unterfränkischen Würzburg und war der Sohn des kulturell aktiven Ehepaars Heinrich (Lehrer) und Emma Ullrich. Die bildenden Künstler der Familie Schiestl gehörten zu ihrem Freundeskreis. Schon als kleines Kind wurde er zu praktischer Kunstarbeit im Unterricht seines Vaters herangezogen. Besonders beeinflusst wurde er durch den Zeichenunterricht bei Heiner Dikreiter, dem späteren Direktor der Städtischen Galerie Würzburg (heute Teil des Museums im Kulturspeicher). Seine Schulzeit verbrachte er in Würzburg. Nach dem Notabitur 1942 schrieb sich Gunter Ullrich als Student der Kunstgeschichte an der Julius-Maximilians Universität in Würzburg ein. Dort traf er auf den Kunsthistoriker Kurt Gerstenberg, der ihm die Kunst der Renaissance (z. B. Albrecht Dürer) näherbrachte.

### Militärdienst und Kriegsgefangenschaft im Zweiten Weltkrieg
Nach nur drei Monaten Studium wurde Ullrich 1942 zur Wehrmacht eingezogen. Er war Soldat der Panzertruppe in Frankreich, Ostpreußen, Russland und Litauen und erlitt eine Kriegsverletzung. Im Lazarett bei Kelme (Litauen) unweit der kurischen Nehrung hielt er seine Eindrücke künstlerisch fest. Diese Zeugnisse der Kriegszeit befinden sich seit 2002 in einer Dauerausstellung in Kelme (Litauen).
1945 geriet Ullrich in Kriegsgefangenschaft in Frankreich und war Kriegsgefangener zunächst in Marseille, dann im Elsass. Der Aufenthalt prägte ihn, das südliche Licht und die intensiven Farben beeindruckten ihn sehr. Der Eindruck vertiefte sich später auf häufigen Reisen nach Italien, Frankreich und Spanien.

### Studium und Arbeit als Kunstpädagoge in Aschaffenburg
Zurückgekehrt gab Ullrich zunächst Zeichenkurse im fränkischen Hammelburg. Er studierte von 1948 bis 1951 an der Akademie der Bildenden Künste München bei Anton Marxmüller. Dort lernte er seine spätere Ehefrau, die Bildhauerin Ursula Jacobi (* 23. März 1926 in Berlin; † 25. Januar 2020) kennen, Tochter des Komponisten Wolfgang Jacobi, die er 1952 heiratete.
Nach dem erfolgreichen Staatsexamen war Ullrich ab 1952 bis zum Eintritt in den Ruhestand 1984 Kunsterzieher an der Oberrealschule für Jungen in Aschaffenburg (heute Friedrich-Dessauer-Gymnasium). Sein Sohn Andreas Ullrich wurde 1955 in Aschaffenburg geboren. An der Oberrealschule arbeitete Ullrich mit seinem Kollegen, dem böhmisch-deutschen Maler und Grafiker Anton Bruder (1898–1983) zusammen. Bruder hatte an den Akademien von Prag und Dresden Bildende Kunst studiert und war von Oskar Kokoschka und dem Expressionismus geprägt. Die Zusammenarbeit mit Anton Bruder beeinflusste Ullrich maßgeblich. Gemeinsam förderten und verbesserten die beiden Kunsterzieher den Kunstunterricht.

### Künstlerisches und kulturelles Engagement
Gunter Ullrich prägte und gestaltete zusammen mit seiner Frau Ursula Ullrich-Jacobi das Stadtbild Aschaffenburgs seit der Nachkriegszeit (beispielsweise durch die Arbeit am Bronzeportal des Rathauses 1958). Er setzte sich für bessere Ausstellungsbedingungen in Aschaffenburg und Umgebung ein. Seine Bemühungen und die enge Zusammenarbeit mit Vertretern der Stadt führten dazu, dass die im Krieg zerstörte Jesuitenkirche 1976 in eine Ausstellungshalle für zeitgenössische Kunst umgewandelt wurde.
Er war Gründungsmitglied und Vorsitzender des Bundesverbandes Bildender Künstler (BBK) in Aschaffenburg, der den Künstlern bis heute mehr Präsenz in der Stadt verschafft. Neben seiner Initiative für zeitgenössische Künstler rief Ullrich auch das Werk Ernst Ludwig Kirchners wieder ins Bewusstsein. Durch seine Vorträge sorgte Ullrich für ein wachsendes Interesse an Kirchner und an expressionistischer Malerei.
Als langjähriger Vorsitzender des Frankenbunds setzte sich Ullrich auch für kulturbezogene Erwachsenenbildung in Aschaffenburg ein, hielt zahlreiche Vorträge über Kunst und veranstaltete Exkursionen im In- und Ausland. Ullrich verstarb am 10. November 2018 im Alter von 93 Jahren in seiner Wahlheimat Leider. Seine letzte Ruhestätte fand er auf dem Altstadtfriedhof Aschaffenburg.

## Künstlerisches Werk

### Hochdruck-Techniken als vereinfachte Ausdrucksformen
Schon zu Beginn seines künstlerischen Schaffens strebte Gunter Ullrich nach klaren und vereinfachten Ausdrucksformen. Darum wählte er die Druckgrafik als bevorzugtes Gestaltungsmittel. Zunächst beschäftigte sich Ullrich mit dem Holz- und Linolschnitt (1950er und 1960er Jahre). In den 1960er Jahren experimentierte er auch mit einer speziellen Hochdruck-Technik: dem „Negativ-Druck“.

### Experimentelle Tiefdruckverfahren
Ab Mitte der 1960er wendete sich Ullrich den Tiefdruckverfahren der Farbradierung, der Aquatinta und verschiedenen Ätzverfahren zu. Ullrich arbeitete mit einer besonderen „Lasur-Radiertechnik“. Er kombinierte schließlich das Ätzverfahren häufig mit der Kaltnadelradierung. Auf die durch Säure oder Radiernadel entstandenen Vertiefungen trug der Künstler mehrmals neue Farbschichten auf, die er in wiederholten Druckvorgängen übereinander druckte. Durch die übereinanderliegenden Lasuren entsteht eine Tiefenwirkung mit fein abgestuften Farbnuancen. Jedes handgedruckte Blatt wird somit zu einem farblichen Unikat. Ullrich nutzte dies, um mit einer Metallplatte unterschiedliche Farbstimmungen zu erzeugen.

### Zucker-Absprengtechnik
Der Künstler entdeckte mit der Zeit eine weitere Radiertechnik für sich, die sogenannten Zucker-Absprengtechnik. So entstanden seine charakteristischen Landschaftsdarstellungen, wie z. B. Main von 1975. Die Zucker-Absprengtechnik ermöglichte es Ullrich, auf Reisen spontan Radierungen herzustellen: Er konnte die Zuckertuschelösung direkt auf die Metallplatte pinseln und somit einen Entwurf vor Ort anfertigen (Pinien am Hang von 1982).

### Weiterentwicklung der Linolätzung
Ein weiterer Entwicklungsschritt führte zur Linolätzung (Linoltiefdruck). Gunter Ullrich war der erste, der sich so eingehend mit der Linolätzung auseinandersetzte, wie in der Arbeit Schwanberg mit Mond aus dem Jahr 1974. Durch die Oberflächenstruktur der geätzten Linolplatte entsteht eine weiche, fast aquarellähnliche Flächenwirkung.

### Künstlerische Einflüsse
Ullrichs Stil orientierte sich allgemein stark an Künstlern der klassischen Moderne. Neben den deutschen Expressionisten zählten auch ostasiatische Druckgrafiker wie Hokusai oder Hiroshige zu seinen wichtigsten Vorbildern. Ullrich gilt als Vertreter des Expressionismus und des Neoexpressionismus.

## Gunter Ullrich Stiftung Aschaffenburg (GUSA)
Im Jahr 2014 wurde die Gunter Ullrich Stiftung Aschaffenburg (GUSA) unter der Verwaltung der Stadt gegründet. Zu diesem Anlass übergab Ullrich der Stiftung mehr als 550 druckgraphische Arbeiten, die Stiftung soll die künftige wissenschaftliche und öffentliche Auseinandersetzung mit seinem Werk betreiben.

## Standorte von Werken Ullrichs
Werke Ullrichs hängen in einer Reihe Museen:
- Staatliche Graphische Sammlung München,
- Kunstsammlungen der Veste Coburg,
- Graphische Sammlung der Stadt Nürnberg,
- in Schweinfurt und Fulda,
- Museum im Kulturspeicher Würzburg,
- Museum für Franken Würzburg,
- Klingspor-Museum Offenbach,
- RegioMuseum Seligenstadt.

## Ausstellungen (Auswahl)
Ullrich beteiligte sich an zahlreichen Gruppenausstellungen im In- und Ausland. Auch wurde er in mehreren Einzelausstellungen als Künstler gewürdigt.
- 1995 Malerei und Graphik 1985–1995: Kunsthalle Jesuitenkirche, Galerie der Stadt Aschaffenburg
- 2000 Druckgraphik aus 50 Jahren; Neuere Abteilung des Martin-von-Wagner-Museums der Universität Würzburg[6]
- 2005 Ullrich zum 80. Geburtstag; Kabinettausstellung seiner Werke aus dem Besitz des Grafschaftsmuseums Wertheim
- 2005 Ein Leben für die Kunst; Kunsthalle Jesuitenkirche, Galerie der Stadt Aschaffenburg[7]
- 2007 Mainschifffahrt; Schifffahrtsmuseum Wörth
- 2008 Bilder einer Ausstellung; Südhessische Akkordeontage Viernheim[8]
- 2008 Zeitenwandel Malerei und Grafik 1945–2007; Marktheidenfeld[9]
- 2012 G. Ullrich – Stationen eines Lebens; Museen der Stadt Miltenberg, Mildenburg
- 2015 Ausstellung zum 90. Geburtstag: Graphische Werke aus der Gunter-Ullrich-Stiftung Aschaffenburg; Schlossmuseum Aschaffenburg

## Preise und Auszeichnungen
- 1957 Kunstpreis der Stadt Aschaffenburg.
- 1970 Preis bei der Internazionale di Pittura in Garda (Italien).
- 1992 Kunstpreis der Bayerischen Volksstiftung in München, die Begründung lautete: „für seine künstlerische Leistung und Breitenwirkung, sein kontinuierliches Engagement für Kollegen und sein kulturelles Wirken in der Öffentlichkeit“.[10]
- 1998 Kulturpreis der Stadt Aschaffenburg für das Engagement für Kunst und Kultur.
- 2001 Kulturpreis des Frankenbundes.
- 2002 Verdienstmedaille des Verdienstordens der Bundesrepublik Deutschland.
- 2015 Bayerischer Verdienstorden